# I. e. 65
Évszázadok: i. e. 2. század – i. e. 1. század – 1. század
Évtizedek: i. e. 110-es évek – i. e. 100-as évek – i. e. 90-es évek – i. e. 80-as évek – i. e. 70-es évek – i. e. 60-as évek – i. e. 50-es évek – i. e. 40-es évek – i. e. 30-as évek – i. e. 20-as évek – i. e. 10-es évek
Évek: i. e. 70 – i. e. 69 – i. e. 68 – i. e. 67 –  i. e. 66 – i. e. 65 – i. e. 64 – i. e. 63 – i. e. 62 – i. e. 61 – i. e. 60

## Események

### Róma
- Lucius Manlius Torquatust és Lucius Aurelius Cottát választják consulnak.
- Iulius Caesart aedilis curulisnak választják. Látványos ünnepségeket rendez, amelyeken 640 gladiátor küzd meg egymással és nagy népszerűségre tesz szert.
- Caius Papius néptribunus benyújtja a Lex Papia de peregrinis törvényjavaslatot, amely korlátozza az idegenek letelepedését Rómában.
- A consuli tisztségre sikertelenül pályázó Lucius Sergius Catilinát megvádolják, hogy összeesküvést szervezett a consulok meggyilkolására és a hatalom erőszakos megszerzésére (első Catilina-összeesküvés), de a bíróság felmenti.
- A harmadik mithridatészi háborúban Pompeius meghódítja a kaukázusi Kolkhisz királyságát, Ibériát pedig Róma kliens államává teszi, mert menedéket adtak VI. Mithridatésznak.
- Mithridatész a Kimmériai Boszporoszba menekül, birodalma legészakibb tartományába, hogy ott szervezzen új hadsereget. Az ottani kormányzó, Makharész, Mithridatész legidősebb fia korábban a rómaiakkal szövetkezett és apja közeledtére elmenekül, majd öngyilkos lesz.
- Pompeius délnek fordul és kiűzi a II. Tigranész örmény király fennhatósága alá tartozó Gordüénéből az ott fosztogató pártusokat. Metellus Nepost elküldi, hogy űzze el a Damaszkuszból a megszálló nabateusokat.

### Júdea
- A trónról elűzött II. Hürkanosz szövetkezik III. Aretasz nabateus királlyal trónbitorló öccse, II. Arisztobulosz ellen. Az 50 ezres nabateus sereg elfoglalja Jeruzsálemet és ostrom alá veszi a Templomot, ahová Arisztobulosz menekült.

## Születések
- december 8. – Horatius, római költő
- Salome, Nagy Heródes húga

## Fordítás
- Ez a szócikk részben vagy egészben  a(z)   65 av. J.-C. című francia Wikipédia-szócikk ezen változatának fordításán alapul.  Az eredeti cikk szerkesztőit annak laptörténete sorolja fel. Ez a jelzés csupán a megfogalmazás eredetét és a szerzői jogokat jelzi, nem szolgál a cikkben szereplő információk forrásmegjelöléseként.